# Garret Hobart
Garret Augustus Hobart, född 3 juni 1844 i Long Branch i New Jersey, död 21 november 1899 i Paterson i New Jersey, var en amerikansk republikansk politiker och USA:s vicepresident från 1897 fram till sin död.

## Biografi
Hobart växte upp i Marlboro i Monmouth County och utexaminerades från Rutgers College 1863. Därefter arbetade han som advokat i Paterson. Han deltog i New Jerseys delstatspolitik i båda kamrarna av den lagstiftande församlingen; han var talman i delstatens underhus New Jersey General Assembly 1874–1875 och talman i delstatens senat 1881–1883. Han var USA:s vicepresident 1897–1899 under president William McKinley.
Han avled i hjärtsvikt 55 år gammal och han gravsattes på Cedar Lawn Cemetery i Paterson.